# Young Muslim Organisation
L'Young Muslim Organisation (YMO), fondata nel 1978, è una organizzazione giovanile islamica con sede nella Moschea di East London, con filiali in tutta Europa. Questa è l'ala giovanile del Forum Islamico d'Europa e la maggior parte dei membri è di origine bengalese.
Il loro daʿwah (ovvero invito e lavoro) comprendono " The School Link Project" , "College Link Project" e " University Link Project". Insieme organizzano varie tipi di attività, come i tornei di calcio, tornei di pugilato, cerimonie di premiazioni, campi, viaggi all'estero, gite e così via. Grazie a loro, tanti giovani si convertirono all'Islam."

Alcuni scrittori famosi come, Ed Husain, Brian Belton, Sadek Hamid sostengono che l'Young Muslim Organisation venne fondata dai sostenitori di Abu l-A'la Maududi e Hasan al-Banna, e in più sostengono che questa organizzazione si basa molto sulla Shari'a e giurisprudenza islamica, rispetto agli altri associazioni.
Attualmente, l'emiro dell'Young Muslim Organisation di tutta l'Europa è il giovane Muhammad Jilani, mentre quello dell'Italia è Mosharraf Hussain.